# Autostrada A19 (Portugalia)
Autostrada A19 (port. Autoestrada A19, Variante da Batalha) – autostrada w środkowej Portugalii.
Autostrada łączy stolicę dystryktu Leirię z pobliską Batalhą. Jest częścią  i stanowi ona alternatywę dla drogi N 1, biegnącej w pobliżu Klasztoru w Batalha.

## Historia budowy
| Odcinek                                    | Inauguracja                       | Długość |
| ------------------------------------------ | --------------------------------- | ------- |
| São Jorge () – Leiria ()                   | 11/2011 (Kocesja: Litoral Oeste)  | 13,3 km |
| Leiria () – Leiria (Nó da Gândara – N 109) | 2/2010 (Koncesja/: Litoral Oeste) | 3,1 km  |